# 柴田つる子
柴田つる子（しばた つるこ、1921年7月27日 - 1997年11月28日）は、日本の歌手。北海道函館市出身。本名、西谷ツル子。

## 経歴
函館実習高等女学校を卒業後、歌手の小林千代子に師事。その後、ムーランルージュ新宿座や日劇ダンシングチームで歌っていた。戦時中になると、活躍の場を奪われ退団。
1946年（昭和21年）、戦後初めて行われた「コロムビア新人歌手募集」に合格。同期での合格者に岡本敦郎、津村謙がいた。同年5月、「港に灯りのともる頃」（藤浦洸作詞、平川英夫作曲）でデビュー、ヒットする。同時期に活躍していた、奈良光枝、池真理子と共に、コロムビア新人歌手の三羽烏と評された。
1954年（昭和29年）、結婚し引退。
1981年（昭和56年）、二葉あき子、並木路子、池真理子、安藤まり子とコロムビア5人会を結成し、歌手活動を再開した。
1997年（平成9年）11月28日、腎臓ガンのため死去。享年76。

## 代表曲
- 港にあかりの灯る頃 - （昭和21年5月）
- 銀座歩けば - （昭和21年5月）共唱：津村謙、宇都美清
- 笛を吹きましょう月の夜は - （昭和21年7月）
- 湖畔の一夜 - （昭和21年10月）共唱：宇都美清、菊池章子
- 鈴蘭ブルース - （昭和23年5月25日）
- ああ白蘭花 - （昭和25年3月）
- 港の薔薇 - （昭和26年9月5日）

当時の宣伝文は「せつなく燃える恋心を、夜霧に浮かぶ薔薇にたとえてお贈りする、スウィートで品のよい、万人向の流行歌」
- 懐かしの港の灯り - （昭和27年4月）
- 花のパレルモ - （昭和28年4月15日）共唱：若山彰

この曲は1937年（昭和12年）、藤山一郎が歌った「青い背広で」をタンゴ調にアレンジしたものである。